# Seda Bakan

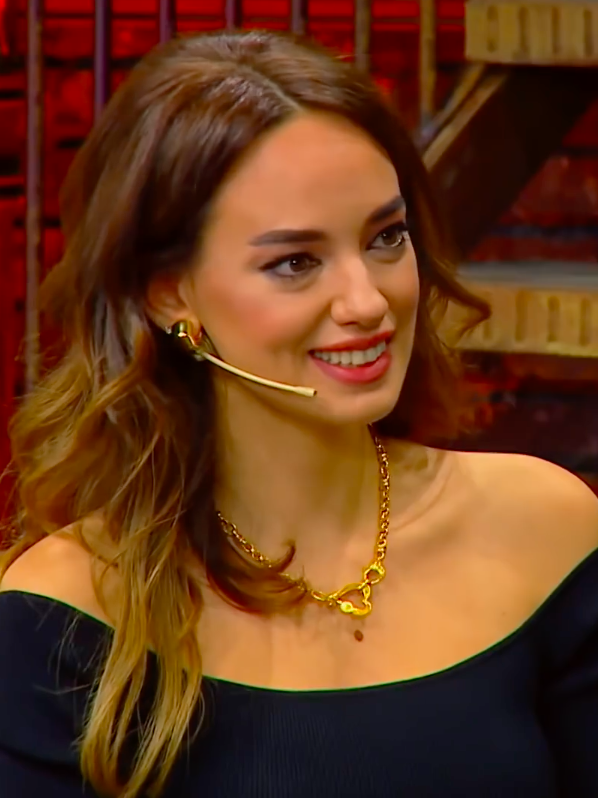
Seda Bakan

Seda Bakan (* 10. Oktober 1985 in Gebze) ist eine türkische Schauspielerin.

## Leben und Karriere
Bakans Familie kommt mütterlicherseits aus Thessaloniki und väterlicherseits ist ihre Familie bosnischer Herkunft und aus Sarajevo ausgewandert. Ihren Durchbruch hatte sie in der Comedyserie Behzat Ç.. Danach spielte sie in der Fernsehserie Kardeş Payı mit. Anschließend bekam Bakan eine Rolle in dem Kinofilm Arif V 216.

## Privates
Bakan ist seit 2014 mit dem Musiker Ali Erel verheiratet.

## Filmografie
Filme
- 2009: Umut
- 2011: Behzat Ç. Seni Kalbime Gömdüm
- 2013: Behzat Ç. Ankara Yanıyor
- 2014: Zaman Makinesi 1973
- 2015: Kara Bela
- 2018: Arif V 216
- 2019: Öldür Beni Sevgilim
- 2020: Kara Komik Filmler 2: Emanet

Serien
- 2007: Sana Mecburum
- 2008: Pars: Narkoterör
- 2008–2009: Adanalı
- 2009: Makber
- 2010: Geniş Aile
- 2010: Şen Yuva
- 2010–2013: Behzat Ç. Bir Ankara Polisiyesi
- 2014–2015: Kardeş Payı
- 2015–2016: Bana Sevmeyi Anlat
- 2020: Mucize Doktor
- 2022: Zeytin Ağacı